# Offensive pour un flic

Offensive pour un flic (Militia) est un téléfilm américain réalisé par Jim Wynorski et diffusé en 2000.

## Fiche technique
- Titre original : Militia
- Titre vidéo : Undercover
- Réalisation : Jim Wynorski
- Scénario : Steve Latshaw
- Photographie : Mario D'Ayala
- Musique : Rick Chadock et Neal Acree (en)
- Durée : 105 min
- Pays : États-Unis

## Distribution
- Dean Cain : Ethan Carter
- Jennifer Beals : Julie Sanders
- Stacy Keach : George Armstrong Montgomery
- Frederic Forrest : William Fain
- John Beck : Anderson
- Brett Butler : Bobbi
- Christopher Maleki (en) : Staley
- James C. Victor (nl) : Tegley
- Dean Hallo : Major Wilson
- Bill Langlois Monroe : Nelson